# لنز ماکرو کانن ام‌پی-ئی ۶۵میلی‌متر اف/۲٫۸ ۱–۵ایکس
لنز ماکرو کانن ام‌پی-ئی ۶۵میلی‌متر اف/۲٫۸ ۱–۵ایکس (به انگلیسی: Canon MP-E 65mm f/2.8 1–5x Macro lens) نام لنز دوربین عکاسی از نوع ثابت است که توسط شرکت کانن تولید می‌شود. فاصلهٔ کانونی این لنز ۶۵ میلی‌متر، دیافراگم آن دارای ۶ تیغه و ضریب اف آن اف ۲٫۸ تا اف ۱۶ است. این لنز در 1986 میلادی تولید و عرضه شده‌است.